# Заліско Олег Ігорович
Олег Ігорович Заліско (нар. 8 червня 1975, м. Львів) — заступник Генерального прокурора України — начальник Головного слідчого управління, державний радник юстиції 3 класу.

## Освіта
Після закінчення у 1992 році Львівської середньої школи вступив на юридичний факультет Львівського державного університету імені Івана Франка, який закінчив у 1997 році.

## Кар'єра
У 1998 році розпочав трудову діяльність в органах прокуратури стажистом прокуратури Шевченківського району м. Львова Львівської області.
1998–2000 роки — помічник прокурора Шевченківського району м. Львова.
2000–2004 роки — заступник прокурора Личаківського району м. Львова.
2004–2008 роки — начальник відділу нагляду за додержанням законів органами податкової міліції при провадженні оперативно-розшукової діяльності, дізнання та досудового слідства управління нагляду за додержанням законів органами, які проводять оперативно-розшукову діяльність, дізнання та досудове слідство прокуратури Львівської області.
2008–2011 роки — прокурор Галицького району м. Львова.
2011–2013 роки — заступник начальника управління нагляду за додержанням законів спецпідрозділами та іншими установами‚ які ведуть боротьбу з організованою злочинністю і корупцією — начальник відділу з розслідування злочинів щодо корупційних діянь прокуратури Львівської області.
2013–2014 роки — начальник відділу розслідування корупційних кримінальних правопорушень управління нагляду за додержанням законів спецпідрозділами та іншими органами‚ які ведуть боротьбу з організованою злочинністю і корупцією прокуратури Львівської області.
З червня по серпень 2014 року обіймав посаду першого заступника начальника Головного управління захисту прав і свобод громадян‚ інтересів держави‚ нагляду за додержанням законів спецпідрозділами та іншими органами‚ які ведуть боротьбу з організованою злочинністю і корупцією Генеральної прокуратури України.
Наказом Генерального прокурора України від 26 серпня 2014 року № 1909-ц призначений заступником Генерального прокурора України — начальником Головного слідчого управління та затверджений членом колегії Генеральної прокуратури України.

## Особисте життя
Одружений. Має одну дитину.

## Нагороди
За сумлінну службу в органах прокуратури у 2012 році нагороджений нагрудним знаком «Подяка за сумлінну службу в органах прокуратури» II ступеня.